# التدخين في الشريعة اليهودية

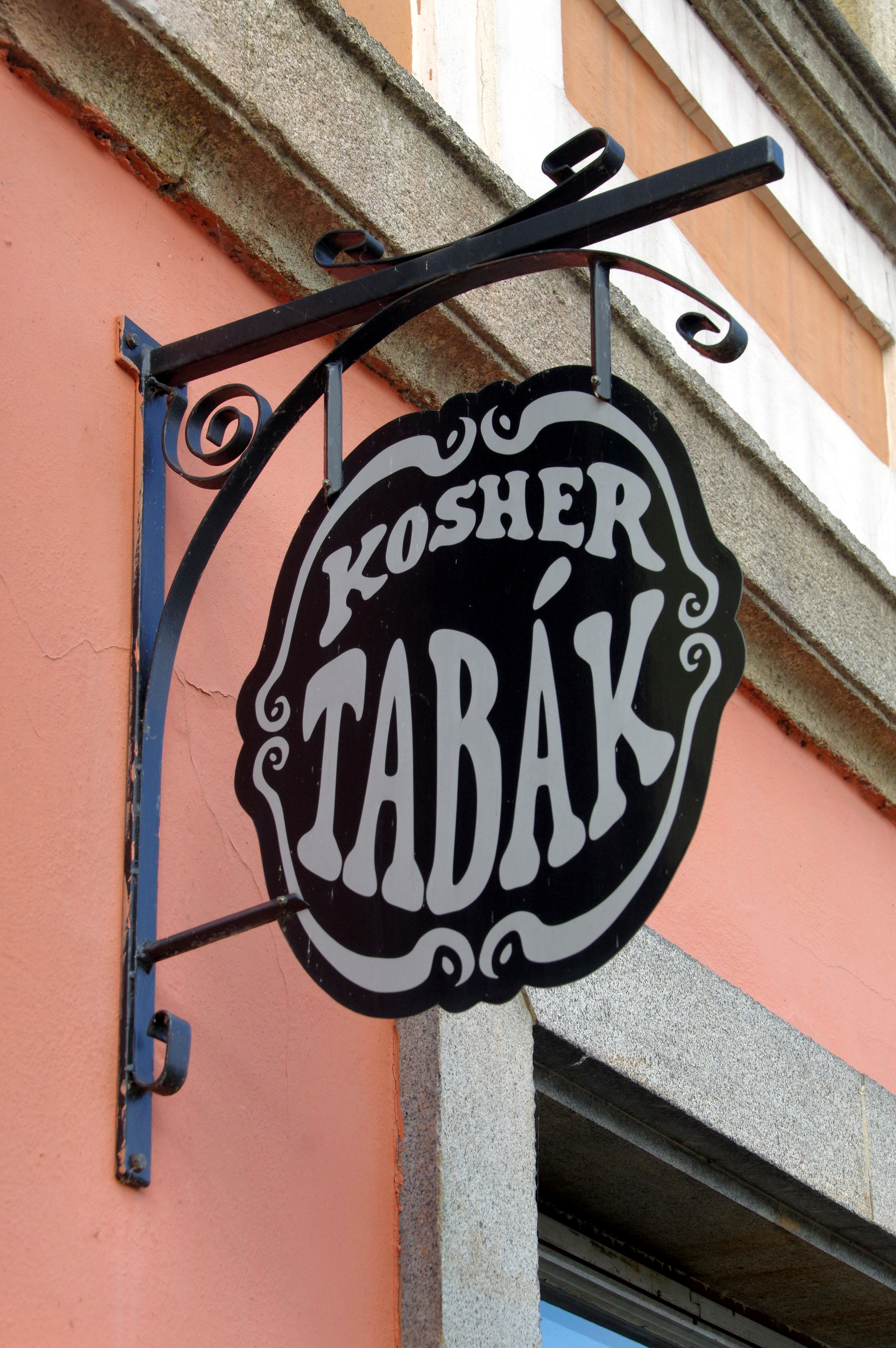
متجر تبغ موافق للشريعة اليهودية في خيب، جمهورية التشيك

تتناول هالاخاه (القانون اليهودي) عددًا من الموضوعات التي تنطبق على التبغ وتدخين السجائر. وتشمل هذه الآثار الصحية للتدخين؛ إباحة التدخين في أيام العطل وأيام الصيام، وأثر التدخين السلبي على الآخرين.

## خلفية تاريخية
حتى أواخر القرن 20، واستخدام التبغ للتدخين وفي شكل السعوط كان شائعا بين اليهود. ويعتقد أن يهوديا يدعى لويس دي طوريس، الذي رافق كريستوفر كولومبوس في رحلته الاستكشافية عام 1492، استقر في كوبا، تعلم استخدام التبغ، وأدخله إلى أوروبا. من هذا الوقت، كان اليهود مرتبطين بتجارة التبغ.

## مخاوف الطقوس
في وقت مبكر من القرن السابع عشر، ناقش الحاخامات العديد من قضايا الشريعة الإسلامية التي نشأت فيما يتعلق باستخدام التبغ، ولا سيما السماح به يوم السبت، والعطلات، وأيام الصيام، وما إذا كان يجب تلاوة البركة قبل الاستخدام. من بين المصادر المبكرة كتاب "كينست هاجيدولاه" بقلم ر حاييم بنفنست (1603-1673) وماجن أفراهام لأبراهام غومبينر (1635-1683).
أشار جومبينر إلى "شرب التبغ من خلال أنبوب بسحب الدخان إلى الفم وإفراغه"، ولم يقرر ما إذا كان يجب على المدخن أولاً أن يبارك التدخين كنوع من المرطبات. اعتقادًا منه بأن التبغ كان منقوعًا في البيرة - وهو نوع من شاميتز - فقد منع التدخين خلال عيد الفصح.
عبّر Benveniste عن نفسه بقوة ضد تدخين tutun (التبغ) في ذكرى خراب الهيكل، وبحسب ما ورد حرم يهوديًا كان يدخن في ذلك اليوم الرسمي من الصوم. وأشار بنفينيست إلى عدم اتساق تلك السلطات التي تسمح بالتدخين في أيام العطل لأنه "ضرورة" و "وسيلة للحفاظ على الحياة" والذين يسمحون بذلك في أيام الصيام لأن الدخان لا يحتوي على "مادة" مثل الطعام. ويرى بنفنستي أن التدخينمحظور في أيام العطلات ؛ اقتبس من الحاخام جوزيف إسكابا تزامنًا مع وجهة النظر هذه، على الرغم من اعتقاده أنه من غير الحكمة تطبيق قانون مقبول بشكل عام.
كتب بنفنست في تركيا، وهي دولة إسلامية، أن التدخين في أيام الصيام هو تشيلول هاشم (تشويه سمعة الله)، لأن المسلمين يمتنعون عن التدخين في أيام الصيام يرون اليهود يدخنون في أيامهم. على الرغم من هذه المخاوف، قام بعض اليهود بالتدخين في يوم السبت باستخدام الشيشة المعدة قبل السبت، أو قاموا بزيارة الجيران المسلمين للاستمتاع بالدخان في منازلهم. حظرت السلطات الحاخامية هذه الممارسة على أساس أن الوثنيين سيعتبرون اليهودية سخيفة.
أصبحت النرجيلة التركية،  شائعة في وقت مبكر. يحكم Benveniste أن "tumbak" (كعكة التبغ، التي يوضع فوقها فحم مشتعل في الطرف الآخر من النرجيلة) يطفئ النار، وهو ممنوع في أيام العطلات وكذلك يوم السبت. يحظر Gombiner التومباك لأنه يشبه "mugmar" (بهار للحرق)، كما هو مذكور في التلمود، وهو أيضًا محظور. هذا، مع ذلك، يعترض عليه R.Mordechai Mordechai haLevi [מרדכי הלוי] الذي يسمح باستخدام النرجيلة في أيام العطل. انتهى الجدل أخيرًا بانتصار أولئك الحاخامات الذين سمحوا باستخدام التبغ في أيام العطل وأيام الصيام، باستثناء يوم كيبور بالطبع، وهو مثل يوم السبت. لا يزال بعض اليهود يمتنعون عن التدخين في Tisha BeAv.
على عكس التدخين، كان استخدام السعوط مسموحًا به في أيام السبت والأعياد وأيام الصيام ويوم الغفران. يقتبس يعقوب حاجيز (1620-1674) إجابة إشعياء بينتو التي تسمح باستخدام السعوط في يوم السبت، على الرغم من أنه يعالج النزل ؛ للجميع، حتى الأشخاص الأصحاء، يستعملون السعوط، وبالتالي لا يمكن اعتباره عقارًا.

## مخاوف أخلاقية
سعىChofetz Chaim  (1838-1933) لثني الممارسين عن التدخين. اعتبره مضيعة للوقت، ورأى أن ممارسة الأشخاص الذين يقترضون السجائر من بعضهم البعض أمر مشكوك فيه من الناحية الأخلاقية. منع R ' Moshe Feinstein التدخين في أي مكان يوجد فيه أشخاص آخرون، على أساس أنه يسبب لهم الضيق (حتى تجاهل الآثار الصحية).
يتناول الأدب الحديث المبكر سؤال الإجابة على سؤال الطلاب الذين يدخنون في باتي المدراش والمعابد اليهودية. سعى بعض الحاخامات إلى تحريم التدخين واستخدام السعوط في دور العبادة ووضعوا إعلانات لقاعات الدراسة. العديد من قادة الشارونيم يحظرون التدخين في باتي المدراش والمعابد اليهودية بحجة أن التدخين نشاط تافه لا يظهر احتراماً لقداسة هذه الأماكن.

## مخاوف صحية
عندما اكتشف الطب في القرن العشرين الآثار السلبية للتدخين على الصحة، نشأ السؤال عما إذا كان التدخين ممنوعًا في جميع الظروف. يتمحور الجدل حول مقبولية التدخين وفقًا للهالاشا في المقام الأول حول تحريم أي شخص لإتلاف جسده أو التسبب في وفاته.
يجادل معارضو التدخين بأنه نظرًا لوجود صلة واضحة بين التدخين والسرطان، يجب حظر التدخين. ومع ذلك، كتب الحاخام موسى فينشتاين إفادة تفيد بأنه على الرغم من أنه غير مستحسن، إلا أنه يُسمح بالتدخين لمن بدأ بالفعل. أوضح فينشتاين أنه بما أن خطر المرض أو الوفاة بسبب التدخين يعتبر ضئيلاً، وهو ممارسة منتشرة، فإنه مسموح بموجب المبدأ الحاخامي: " الرب يحمي البسطاء ". ومع ذلك، فإن البدء في التدخين ممنوع بسبب انتهاك v'lo sasuru. وفقًا للطلاب، عند إبلاغه بمخاطر التدخين، قرر الحاخام آرون كوتلر أن التدخين يعد انتهاكًا توراتيًا. دعا العديد من الحاخامات الحريديين الناس إلى عدم التدخين ووصفوا التدخين بأنه "عادة شريرة". ومن بين هؤلاء الحاخامات الحاخام يوسف شولوم إلياشيف والحاخام أهارون ليب شتينمان والحاخام موشيه شموئيل شابيرو والحاخام ميشيل يهودا ليفكوويتز والحاخام نسيم كاريليتس والحاخام شموئيل أورباخ. منع الحاخام شموئيل هاليفي ووسنر الناس من بدء التدخين وقال إن المدخنين ملزمون بفعل كل ما في وسعهم للتوقف. كل هؤلاء الحاخامات قالوا أيضًا إنه ممنوع التدخين في الأماكن العامة، حيث قد يزعجهم الآخرون.
من بين الحاخامات السفارديين المهمين، دعا الحاخام بن تسيون أبا شاؤول والحاخام موشيه تزادكا الشباب إلى عدم البدء في التدخين. ومن بين الحاخامات الأشكناز الرئيسيين الآخرين الذين منعوا التدخين صراحة الحاخام اليعازر والدنبرغ والحاخام موشيه ستيرن والحاخام حاييم بينشاس شينبيرج.
التدخين ممنوع على وجه التحديد من قبل سولومون فريهوف، وحاخامات الإصلاح الآخرين، وكذلك الحاخامات في حركة المحافظين في الولايات المتحدة وإسرائيل.[بحاجة لمصدر] لا تزال هناك عادة تمارس اليوم من قبل Hasidic وبعض العرسان الحريديم الذين يوزعون السجائر المجانية لأصدقائهم في حفل خطوبتهم. لا يبدو أن الأحكام الأخيرة ضد التدخين من قبل حاخامات كبار قد أوقفت هذا التقليد.[بحاجة لمصدر] في وقت مبكر من الحركة الحسيدية، علّم بعل شيم توف أن تدخين التبغ يمكن استخدامه كإيمان ديني، ويمكن أن يساعد أيضًا في جلب العصر المسيحاني. نُقل عن الحاخام ليفي يتزشوك من بيرديتشوف قوله إن "يهوديًا يدخن في أيام الأسبوع ويشم التبغ يوم السبت". علم الحاخام دوفيد من ليلوف أنه من الممارسات الدينية الجيدة التدخين في ليالي السبت بعد السبت، ويتبع هذه الممارسة ريبي ليلوف وسكولين، لكن ريبي الحالي لسكولين يثني الناس عن اتباع مثاله، في ضوء الآراء الحالية تعارض التدخين، وهو نفسه لا يأخذ سوى بضع نفثات قصيرة من السيجارة بعد هافدالة. يدخن الكثير من اليهود الحسيديين، والكثير ممن لا يدخنون بانتظام سوف يدخنون في يوم عيد المساخر، حتى لو لم يفعلوا ذلك في أي وقت آخر من السنة، ويعتبر البعض أنها ممارسة روحية، على غرار دخان المذبح في الهيكل القديم. ومع ذلك، فإن العديد من الحاخامات الحسيدية يعارضون التدخين.
عام 2006 حكمت لجنة القانون اليهودي Vaad Halacha، برعاية المجلس الحاخامي الأمريكي، بأن استخدام التبغ محظور على اليهود، واستشهدت اللجنة على وجه التحديد بالسوابق التي سمحت بالتدخين وعكستها.